# Präsidentschaftswahl in der Slowakei 2024
Die Präsidentschaftswahl in der Slowakei 2024 ist die sechste direkte Präsidentschaftswahl in der Slowakei. Die bisherige Amtsinhaberin Zuzana Čaputová kandidierte nicht erneut. Ihre Amtszeit endete am 15. Juni 2024.
Die erste Runde der Wahl fand am 23. März 2024 statt. Ivan Korčok erhielt 42,5 % der abgegebenen Stimmen und Peter Pellegrini 37,0 %. Die Wahlbeteiligung lag bei 51,9 Prozent. Eine Stichwahl fand am 6. April 2024 statt, welche Pellegrini gewann.

## Kandidaten

### Diskussionen im Vorfeld
Die bisherige Präsidentin Zuzana Čaputová gab am 20. Juni 2023 offiziell bekannt, dass sie nicht für eine erneute Amtszeit kandidieren wird. Als Gründe gab sie unter anderem die fehlende nötige Kraft für eine zweite Amtszeit an. Zudem sollen familiäre Gründe eine Rolle gespielt haben. Bereits vor der Ankündigung als auch danach haben mehrere Parteien Interesse bekundet, einen eigenen Kandidaten für die Präsidentschaftswahl 2024 aufzustellen.
Die sozialdemokratische Partei Hlas – sociálna demokracia wollte ihren eigenen Kandidaten nominieren, wie der Parteivorsitzende Peter Pellegrini bekannt gab. Als möglicher Kandidat galt der Politiker und Diplomat Peter Weiss, welcher Vorsitzender der Strana demokratickej ľavice (deutsch: „Partei der demokratischen Linken“) war. Doch am 28. August 2023 schloss er eine Kandidatur um das Präsidentenamt aus. Ebenfalls gaben die Parteien Kresťanskodemokratické hnutie und Smer – slovenská sociálna demokracia an, dass sie jeweils einen eigenen Kandidaten bei der Präsidentenwahl aufstellen wollen. Dagegen schloss Boris Kollár, der Vorsitzende von Sme rodina, die Aufstellung eines eigenen Kandidaten aus und kündigte an, dass man wahrscheinlich die Kandidatur eines anderen Kandidaten unterstützen werde.

### Offizielle Kandidaturen
| Bild | Name             | Partei                     | Unterstützer | Ankündigung       | Bestätigung | Unterschriften |
| ---- | ---------------- | -------------------------- | ------------ | ----------------- | ----------- | -------------- |
|      | Peter Pellegrini | Hlas – sociálna demokracia |              |                   |             |                |
|      | Ján Kubiš        | parteilos                  | –            | 19. August 2023   |             |                |
|      | Ivan Korčok      | parteilos                  | –            | 30. August 2023   |             |                |
|      | Beáta Janočková  | parteilos                  | –            | 13. November 2023 |             |                |

#### Ján Kubiš
Bereits kurz nach der Bekanntgabe des Verzichts von Zuzana Čaputová auf eine Kandidatur gab der Diplomat und Politiker Ján Kubiš bekannt, eine Kandidatur zu erwägen und seine Entscheidung nach den vorgezogenen Nationalratswahlen im September bekannt zu geben. Schlussendlich kündigte er bereits am 19. August 2023 seine Kandidatur und das Sammeln der notwendigen 15.000 Unterschriften an.

#### Ivan Korčok
Frühzeitig galt der Diplomat und Politiker Ivan Korčok, welcher in den Regierungen Matovič und Heger Außenminister war, als möglicher Kandidat, lehnte eine Kandidatur aber ab, da er zu diesem Zeitpunkt von einer erneuten Kandidatur von Zuzana Čaputová ausging und diese unterstützt hätte. Nach der gegenteiligen Bekanntmachung von Zuzana Čaputová gab er an, eine Kandidatur zu prüfen und seine Entscheidung zu gegebener Zeit bekannt zu geben. Am 30. August 2023 kündigte er offiziell seine Kandidatur an. Obwohl bereits im Vorfeld die Parteien Sloboda a Solidarita, welche ihn auch für das Amt des Außenministers vorgeschlagen hatte, und Sme rodina die Unterstützung seiner Kandidatur signalisiert hatten, wird er als Bürgerkandidat kandidieren und die notwendigen 15.000 Unterschriften sammeln. Bereits zwei Monate später gab er bekannt, dass er die notwendigen Unterschriften gesammelt hatte. Zudem zeigte er sich auch offen für die Zusammenarbeit mit Parteien bei seiner Kandidatur.

#### Beáta Janočková
Am 13. November 2023 gab die Aktivistin Beáta Janočková bekannt, ebenfalls als Bürgerkandidatin bei den Präsidentschaftswahlen zu kandidieren. Sie engagiert sich als Gründerin von Iniciatívy za vymazaných rodičov (deutsch: „Initiativen für gelöschte Eltern“) eigenen Angaben zufolge gegen Korruption sowie Rechtsunwirksamkeit und setzt sich für Justizopfer ein.

## Ergebnis des ersten Wahlgangs
| Kandidaten                                                                | Kandidaten        | Parteien                                  | 1. Wahlgang | 1. Wahlgang | 2. Wahlgang | 2. Wahlgang |
| Kandidaten                                                                | Kandidaten        | Parteien                                  | Stimmen     | %           | Stimmen     | %           |
| ------------------------------------------------------------------------- | ----------------- | ----------------------------------------- | ----------- | ----------- | ----------- | ----------- |
|                                                                           | Peter Pellegrini  | Hlas – sociálna demokracia (Hlas – Smer)  | 834.718     | 37,0        | 1.409.255   | 53,1        |
|                                                                           | Ivan Korčok       | Parteilos (PS – KDH – SASKA)              | 958.393     | 42,5        | 1.243.709   | 46,9        |
|                                                                           | Štefan Harabin    | Parteilos                                 | 264.579     | 11,7        |             |             |
|                                                                           | Krisztián Forró   | Magyar Szövetség/Maďarská Aliancia        | 65.588      | 2,9         |             |             |
|                                                                           | Igor Matovič      | Slovensko                                 | 49.201      | 2,2         |             |             |
|                                                                           | Ján Kubiš         | Parteilos                                 | 45.957      | 2,0         |             |             |
|                                                                           | Patrik Dubovský   | Za ľudí                                   | 16.107      | 0,7         |             |             |
|                                                                           | Marian Kotleba    | Kotlebovci – Ľudová strana Naše Slovensko | 12.771      | 0,6         |             |             |
|                                                                           | Milan Náhlik      | Parteilos                                 | 3.111       | 0,1         |             |             |
|                                                                           | Andrej Danko      | Slovenská národná strana                  | 1.905       | 0,1         |             |             |
|                                                                           | Róbert Švec       | Slovenské Hnutie Obrody                   | 1.876       | 0,1         |             |             |
| Gesamt                                                                    | Gesamt            | Gesamt                                    | 2.254.206   | 100         | 2.652.964   | 100         |
|                                                                           |                   |                                           |             |             |             |             |
| Ungültige Stimmen                                                         | Ungültige Stimmen | Ungültige Stimmen                         | 10.563      | 0,5         | 18.315      | 0,7         |
| Wähler                                                                    | Wähler            | Wähler                                    | 2.264.769   | 51,9        | 2.671.279   | 61,1        |
| Wahlberechtigte                                                           | Wahlberechtigte   | Wahlberechtigte                           | 4.364.071   |             | 4.368.697   |             |
|                                                                           |                   |                                           |             |             |             |             |
| Quellen: Štatistický úrad Slovenskej republiky: 1. Wahlgang – 2. Wahlgang |                   |                                           |             |             |             |             |